# André Bollen
Pour les articles homonymes, voir Bollen.
 (janvier 2016).
Si vous disposez d'ouvrages ou d'articles de référence ou si vous connaissez des sites web de qualité traitant du thème abordé ici, merci de compléter l'article en donnant les références utiles à sa vérifiabilité et en les liant à la section « Notes et références ».
André Bollen, né en 1927, est un footballeur belge devenu entraîneur. 
Il dirige les joueurs du FC Malines de 1975 à 1977.